# Globo Shell Especial
Globo Shell Especial foi um programa jornalístico semanal exibido pela TV Globo entre 7 de janeiro de 1971 e 27 de março de 1973. Composto por documentários que abordavam temas sociais, culturais e históricos do Brasil e do mundo, o programa é considerado um marco no jornalismo televisivo brasileiro, sendo o antecessor direto do Globo Repórter. Patrocinado pela empresa Shell, o programa destacou-se por sua abordagem inovadora e pela produção de conteúdos que exploravam questões como saúde, educação, cultura e infraestrutura.

## História
O Globo Shell Especial estreou em janeiro de 1971, inspirado no modelo de documentários da televisão americana, como o programa 60 Minutes da CBS. No entanto, os conteúdos eram majoritariamente produzidos pela TV Globo, com diretores brasileiros e foco na realidade nacional. A escolha do nome refletia o patrocínio da Shell, que viabilizou a produção dos documentários. Durante sua exibição, o programa passou por diferentes horários: inicialmente aos domingos às 22h30 (janeiro de 1972), depois às quartas-feiras (agosto de 1972) e, nos últimos meses, às terças-feiras às 23h00.
O programa encerrou-se em 27 de março de 1973, com o documentário Velho Chico, Santo Rio, dirigido por Carlos Augusto de Oliveira. Ao todo, foram produzidos 20 documentários, que abordaram desde a cultura popular até grandes projetos nacionais, como a construção da Rodovia Transamazônica.

## Formato e temas
Cada episódio do Globo Shell Especial tinha duração aproximada de 45 minutos e era estruturado como um documentário jornalístico, com narração, entrevistas e imagens captadas em locações diversas. Os temas abordados incluíam:
- Saúde e alimentação: Reportagens como Como come o brasileiro, dirigido por Paulo Gil Soares.
- Educação e infância: Documentários sobre crianças, como A Criança na Família e Criança e Sociedade de Consumo, com narração de Cid Moreira.
- Cultura e história: Programas como O negro na cultura brasileira e Os Fabulosos Anos 60.
- Infraestrutura e desenvolvimento: Cobertura de projetos como o Projeto Rondon e a Transamazônica.
- Temas internacionais: Reportagens como Ascensão e Queda do III Reich e Vietnã: o Preço da Paz.[3]

A produção combinava conteúdos nacionais com alguns documentários internacionais, embora a origem exata de conteúdos como os produzidos por David Wolper seja incerta.

## Produção
A equipe do Globo Shell Especial contava com diretores renomados, como Paulo Gil Soares, que dirigiu os três primeiros episódios (Arte Popular, Testemunho do Natal e Como come o brasileiro), e Domingos de Oliveira, responsável pela série Os Fabulosos Anos 60. Outros nomes, como Maurice Capovilla e Carlos Augusto de Oliveira, também contribuíram significativamente.
A produção técnica enfrentava limitações da época. Os documentários eram filmados em película de 16mm, com edição em moviolas e sincronização de som realizada na Cinemateca do Museu de Arte Moderna no Rio de Janeiro. Em 1972, Paulo Gil Soares realizou filmagens internacionais para O negro na cultura brasileira, visitando países como Nigéria, Costa do Marfim e Benim (então Daomé).

## Controvérsias
Há divergências em fontes secundárias sobre a origem dos documentários. Algumas, como comunidades e fóruns sobre a TV Globo, sugerem que os conteúdos eram produzidos pela CBS, mas fontes oficiais, como o site Memória Globo, confirmam que a produção era majoritariamente nacional, com diretores brasileiros e foco em temas locais. A influência americana parece ter sido mais conceitual, inspirando o formato de documentários semanais, mas sem evidências de importação direta de conteúdos.

## Legado
O Globo Shell Especial é reconhecido como o precursor do Globo Repórter, que estreou em 3 de abril de 1973, apenas uma semana após o fim do programa. Sua abordagem inovadora, com documentários que combinavam jornalismo investigativo e narrativa visual, influenciou o desenvolvimento do jornalismo televisivo no Brasil. O programa também destacou a capacidade da TV Globo de produzir conteúdos de alta qualidade em uma época de limitações tecnológicas, consolidando sua posição como líder no mercado audiovisual brasileiro.